# Microregione di Avaré
Avaré è una microregione dello Stato di San Paolo in Brasile, appartenente alla mesoregione di Bauru.

## Comuni
Comprende 8 comuni:
- Águas de Santa Bárbara
- Arandu
- Avaré
- Cerqueira César
- Iaras
- Itaí
- Itatinga
- Paranapanema